# Денисов, Виктор Васильевич (политик)
Виктор Васильевич Денисов (1926—2004) — советский государственный деятель, председатель горисполкома Калининграда в 1972—1984 годах. Почётный гражданин Калининграда.

## Деятельность на посту градоначальника
Виктор Денисов был избран председателем горисполкома Калининграда 17 августа 1972 года. Во время его руководства городом большое внимание уделялось жилищному строительству, развитию социально-бытовой и транспортной инфраструктуры, благоустройству города а также, впервые за советское время, реставрации и сохранению памятников истории и архитектуры немецкого времени.
Жилищное строительство. Крупнопанельные жилые дома строились в районе улиц Горького, Батальной, Октябрьской.
Социально-бытовая инфраструктура. По инициативе Денисова в районе Нижнего пруда был построен Дворец пионеров (ныне Дворец детского творчества) с собственной обсерваторией, плавательным бассейном, спортивными залами.
Транспортная инфраструктура. При Денисове был достроен Эстакадный мост, пущен троллейбус, обновлён парк трамваев (были закуплены трамваи Tatra T4SU).
Благоустройство. По инициативе Денисова были приведены в порядок и благоустроены Нижний пруд и его берега. Пруд был очищен от мусора, на берегах были высажены деревья и устроены променады для прогулок. Денисов придавал большое значение внешнему виду города. Известно, что он практически ежедневно обходил улицы города по одному ему известному плану, после чего давал муниципальным службам указания по благоустройству города. По инициативе Денисова благоустраивался зоопарк, чему помогала введённая им система шефства, в соответствии с которой городские предприятия и организации становились «опекунами» определённых животных.
Реставрация памятников архитектуры немецкого времени. В отличие от своих предшественников Денисов стал уделять внимание сохранению памятников архитектуры немецкого времени. По его инициативе было восстановлено здание Городского концертного зала (как помещение для Историко-художественного музея), проводились (хотя и на низком профессиональном уровне) работы по консервации Кафедрального собора. Кроме того, ему удалось спасти Королевские ворота, на сносе которых настаивали областные партийные органы, однако организовать реставрацию ворот Денисову не удалось. Также за время руководства города Денисовым было восстановлено две немецкие кирхи: Кирха памяти королевы Луизы (как кукольный театр) и Кирха Святого Семейства (как концертный зал филармонии). В то же время в 1975 году была снесена Новая Россгартенская кирха, а в 1976 году — Кирха Лютера в Хаберберге.

## Память
Виктору Денисову посвящена мемориальная доска, установленная на здании концертного зала филармонии.
Имя Виктора Денисова присвоено улице, застройка которой не завершена. К настоящему времени улица состоит из различных отрезков. В районе жилого микрорайона «Восток» (ул. Аксакова) есть улица им. Виктора Денисова. В районе пересечения Московского проспекта и улицы Большой окружной (со стороны п. Исаково) примерно на расстоянии 700—900 метров есть другая улица им. Ивана Денисова. На этой улице на 2015 год был единственный дом с номером 33 — подстанция силовая 110/10/10 кВ «Восточная-1». К постройке в микрорайоне «Восток» запланировано 35 жилых домов (часть построено), детский сад (построен, действует), школа, кольцо городских автобусов.
В конце октября 2016 года микрорайон «Восток» переименован в микрорайон «Лидино» (по имени мученицы Лидии, в честь которой в микрорайоне построена церковь). Мимо церкви будет проходить широкая улица, соединение с которой получит улица Виктора Денисова.

Памятник на могиле В. Денисова на Старом кладбище Калининграда
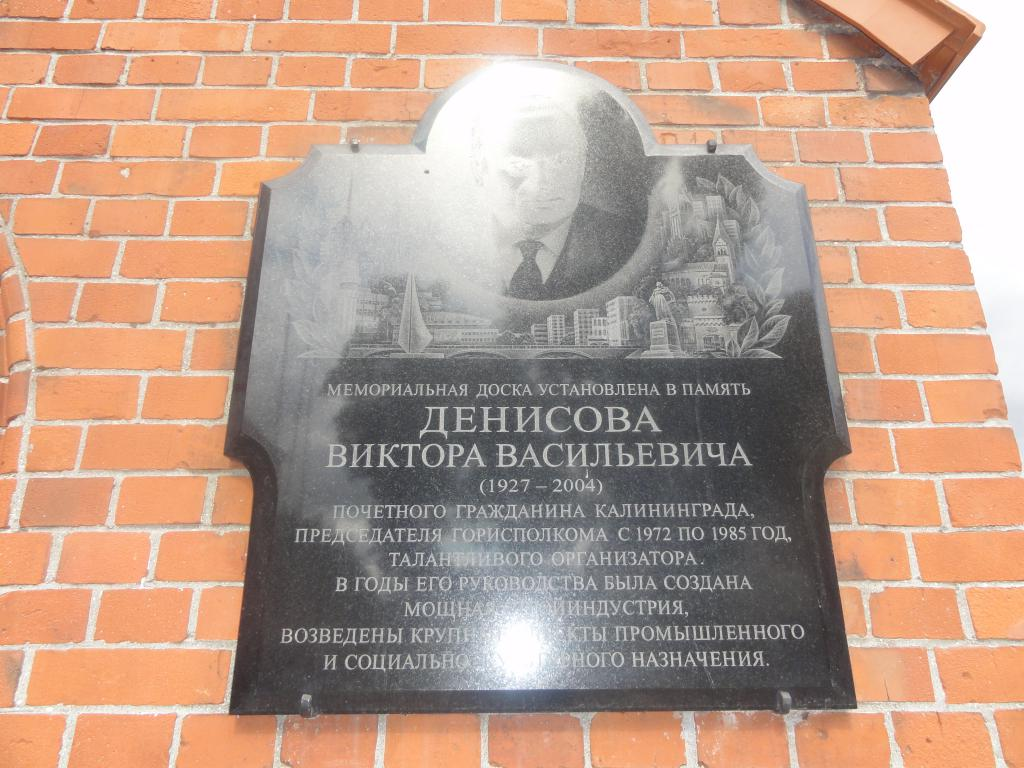
Мемориальная доска в Калининграде